# Vấn đề về môi trường ở Vương quốc Anh

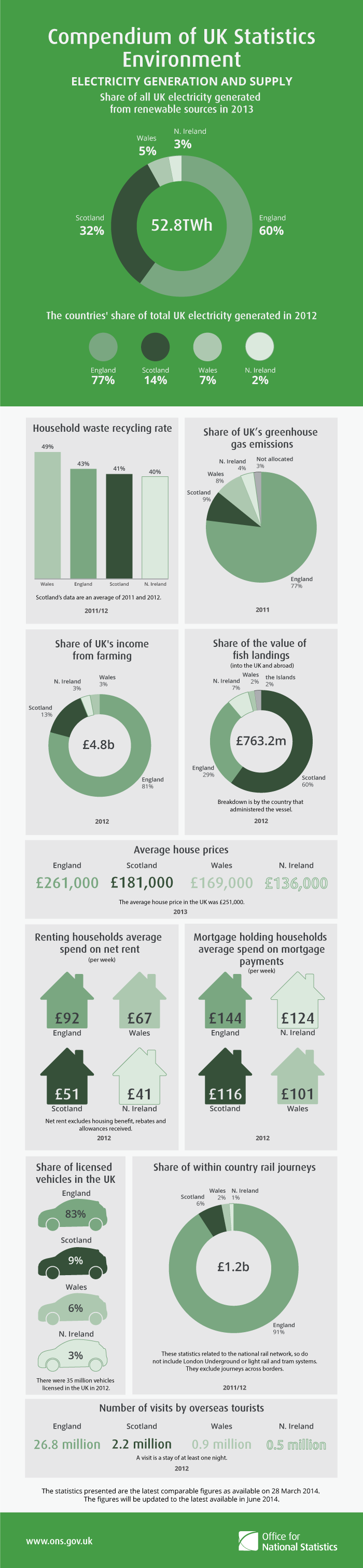
Thống kê của Vương quốc Anh về môi trường

Bài này liệt kê những vấn đề mà Vương quốc Anh đang gặp phải liên quan đến môi trường, chẳng hạn như ô nhiễm và nhiễm bẩn.
Vấn đề về môi trường là những tác động có hại xuất phát từ hoạt động của con người đến môi trường sinh học. Trong thập kỷ qua, tình trạng môi trường ở Vương quốc Anh đã xấu đi đáng kể ở cả khu vực thành thị lẫn nông thôn. Với dân số gần 67 triệu người, một quốc gia có dân số cao và công nghệ kĩ thuật tiên tiến như vậy sẽ tạo ra những tác động xấu với môi trường. Theo UK NEA, ô nhiễm không khí và các tác động của biến đổi khí hậu đã ảnh hưởng đáng kể đến khu vực miền núi của Vương quốc Anh. Do biến đổi khí hậu; nhiệt độ của nước biển tăng và việc khai thác tài nguyên biển đã dẫn đến sự suy giảm chất lượng nghiêm trọng của các hệ sinh thái biển ở Vương quốc Anh. Ô nhiễm không khí, biến đổi khí hậu, rác thải, chất thải và ô nhiễm đất đều xuất phát từ hoạt động của con người và dẫn đến những vấn đề về môi trường ở Vương quốc Anh.

## Các vấn đề

### Ô nhiễm không khí
Khí gas làm ô nhiễm không khí bao gồm cacbon, ni-tơ và lưu huỳnh. Một vài thành phần trong khí gas hình thành tự nhiên, như cacbon dioxide trong quá trình thải không khí khỏi phổi, thì những tác nhân gây ô nhiễm nghiêm trọng đến từ việc đốt nhiên liệu hóa thạch: than đá, dầu mỏ và khí đốt tự nhiên. Khí độc được thải ra trong không khí thông qua khói thải ra từ các nhà máy và ngành công nghiệp hóa chất.
Ô nhiễm không khí được biết đến như một hỗn hợp các chất tự nhiên và nhân tạo trong không khí mà chúng ta hít thở. Một số ví dụ về các chất tự nhiên góp phần gây ô nhiễm không khí ở Vương quốc Anh là bụi và phấn hoa, trong khi ví dụ về các chất nhân tạo góp phần gây ra vấn đề này là các loại khí thải ra từ ô tô và khí thải xe tải. Ngoài ra, ô nhiễm không khí là nguyên nhân của 10% tổng số ca tử vong ở Vương quốc Anh, chỉ sau Trung Quốc với 17%, đây là một thống kê đáng kinh ngạc khi xét rằng dân số Trung Quốc lớn hơn rất nhiều so với Vương quốc Anh. Những người bị bệnh tim và phổi bị ảnh hưởng nhiều nhất bởi ô nhiễm không khí, nhưng cũng có các trường hợp liên quan đến đột quỵ, tiểu đường, béo phì và sa sút trí tuệ. Có một báo cáo xuất hiện trên nhiều bài báo rằng ô nhiễm không khí giết chết 29,000 người mỗi năm ở Vương quốc Anh. Những số liệu thống kê này cho thấy ô nhiễm không khí nguy hiểm và làm chết người như thế nào cũng như mức độ ảnh hưởng và dẫn đến các vấn đề sức khỏe nghiêm trọng khác của con người.

### Biến đổi khí hậu
Theo Lord Stern của Brentford, lũ lụt và bão ở Vương quốc Anh năm 2014 là những tín hiệu rõ ràng của biến đổi khí hậu. Tác giả của Tạp chí Stern năm 2006 cho biết thời tiết năm 2013 – 2014 là một phần của mô hình quốc tế và thể hiện nhu cầu cấp thiết trong việc cắt giảm lượng khí thải carbon.
Biến đổi khí hậu xảy ra khi hệ thống khí hậu của Trái Đất thay đổi, dẫn đến các kiểu thời tiết mới trong một thời gian dài. Biến đổi khí hậu ảnh hưởng sâu sắc đến đa dạng sinh học cả trên biển lẫn trên cạn. Ở các vùng biển của Vương quốc Anh, những thay đổi về khí hậu và đại dương cũng có thể ảnh hưởng và tác động lớn đến các loài bị đe dọa do ảnh hưởng đến hiệu quả của các biện pháp được thiết kế để bảo vệ chúng. Phát thải khí nhà kính cũng là một nguyên nhân dẫn đến biến đổi khí hậu toàn cầu trong những năm qua. Các thành phố ven sông, chiếm phần lớn diện tích của Vương quốc Anh, được báo cáo là sẽ gặp thách thức lớn trước mắt về khả năng chống chịu với biến đổi khí hậu. Điều này dẫn đến các thành phố ven sông hiện tại phải được tái tạo và cải thiện để đối phó tốt hơn với tác động của biến đổi khí hậu.

### Xả rác
Xả rác là hành vi vứt bỏ bất kỳ loại chất thải nào không đúng cách, xả rác ở Vương quốc Anh là một vấn đề đặc biệt nghiêm trọng. Marine Conservation Society (MCS) tiết lộ rằng báo cáo rác thải hàng năm trên các bãi biển đã cho thấy xu hướng gia tăng rác thải trên các bờ biển của Vương quốc Anh trong hơn 20 năm, từ đó họ kết luận rằng rõ ràng những nỗ lực của chính phủ Vương quốc Anh là vẫn chưa đủ để giảm thiểu vấn đề này. Kết quả mới nhất từ sự kiện Great British Beach Clean cho thấy các mảnh nhựa là thứ thường xuyên được tìm thấy nhất trên các bãi biển của Vương quốc Anh, không chỉ vậy mà kết quả còn chưa thấy nhựa chiếm hơn 50% tổng số rác được ghi nhận. Thêm vào đó, rác thải ở các đại dương ở Vương quốc Anh đã và đang ảnh hưởng rộng rãi đến đời sống của sinh vật biển. Xả rác là một vấn đề nghiêm trọng với các đại dương vì nó phá hủy môi trường sống của sinh vật biển và là lý do gây ra cái chết của vô số sinh vật biển. Chính phủ Scotland đã thừa nhận xả rác là một vấn đề nghiêm trọng trong các đại dương của họ và đã bắt đầu một quá trình để thúc đẩy các chiến lược nhằm ngăn ngừa tác hại đối với sinh vật biển và môi trường.

### Chất thải
Chất thải là một phần tự nhiên của vòng đời; chất thải xuất hiện khi bất kỳ thứ gì trả lại các chất cho môi trường. Con người tạo ra một lượng dư thừa chất thải quá mức làm quá tải công suất của các quá trình tái chế tự nhiên. Ủ phân là một nhân tố quan trọng trong hoạt động quản lý chất thải bền vững ở Vương quốc Anh và có khả năng đóng vai trò quan trọng trong việc đáp ứng các nghĩa vụ của Chỉ thị về chôn lấp. Hiện tại ở Vương quốc Anh chôn lấp 27,000,000 tấn chất thải rắn từ các đô thị mỗi năm với 60% là chất thải sinh học có thể phân hủy được. Lượng vật liệu có thể phân hủy sinh học trong các bãi chôn lấp sẽ giảm đi đáng kể bằng cách ủ phân, điều này giúp giảm lượng khí và nước rò rỉ từ các bãi rác. Mặc dù không phải mọi vật liệu phân hủy sinh học đều phù hợp để ủ phân, nhưng đây là bước khởi đầu trong việc quản lý chất thải được kiểm soát ở Vương quốc Anh. Thiệt hại đối với môi trường do quản lý chất thải kém là điều có thể tránh được bằng cách thực hiện các kỹ thuật thông qua nguyên tắc lựa chọn điều tốt nhất cho môi trường (BPEO). Các biện pháp giảm thiểu, tái sử dụng, tái chế và thu hồi chất thải là tất cả những cách thức để giảm nhu cầu về bãi chôn lấp theo nguyên tắc này.  Tái chế/tái sử dụng cùng với ủ phân đã trở thành phương pháp quản lý chất thải phổ biến ở Vương quốc Anh, chiếm 42.2% tổng chất thải từ các đô thị. Năm 2012, 13.1 triệu tấn chất thải từ các đô thị đã được ủ phân hoặc tái chế ở Vương quốc Anh, tăng 27.3% kể từ năm 2002.

### Ô nhiễm đất
Ô nhiễm đất là một phần của sự suy thoái đất do sự hiện diện của các chất hóa học và sự ô nhiễm này cực kỳ nguy hiểm cho con người. Ô nhiễm đất ở Vương quốc Anh diễn ra ở một số vùng không chỉ trong thời gian gần đây mà tài liệu Hg của các mẫu trầm tích từ Diss Mere, Vương quốc Anh cho thấy đất đã bị ô nhiễm trong hàng nghìn năm qua, điều này làm tăng nguy cơ các chất ô nhiễm tiềm ẩn xâm nhập vào khí quyển. Ô nhiễm đất, cũng như xả rác, là do việc xử lý chất thải không đúng cách. Hơn nữa, đã có báo cáo về sự ô nhiễm hỗn hợp đối với đất và thực vật ở các vùng của Vương quốc Anh mà trước đây được gọi là các khu vực khai thác mỏ, dẫn đến ô nhiễm đất.